# Brasiliens Grand Prix 1983
Brasiliens Grand Prix 1983 var det första av 15 lopp ingående i formel 1-VM 1983.  

## Resultat
1. Nelson Piquet, Brabham-BMW, 9 poäng
2. Niki Lauda, McLaren-Ford, 4
3. Jacques Laffite, Williams-Ford, 3
4. Patrick Tambay, Ferrari, 2
5. Marc Surer, Arrows-Ford, 1
6. Alain Prost, Renault
7. Derek Warwick, Toleman-Hart
8. Chico Serra, Arrows-Ford
9. René Arnoux, Ferrari
10. Danny Sullivan, Tyrrell-Ford
11. Nigel Mansell, Lotus-Ford
12. Johnny Cecotto, Theodore-Ford
13. Eliseo Salazar, RAM-Ford
14. Manfred Winkelhock, ATS-BMW

### Förare som bröt loppet
- Roberto Guerrero, Theodore-Ford (varv 53, för få varv)
- Eddie Cheever, Renault (41, bromsar)
- John Watson, McLaren-Ford (34, motor)
- Raul Boesel, Ligier-Ford (25, motor)
- Mauro Baldi, Alfa Romeo (23, kollision)
- Jean-Pierre Jarier, Ligier-Ford (22, upphängning)
- Riccardo Patrese, Brabham-BMW (19, avgassystem)
- Corrado Fabi, Osella-Ford (17, motor)
- Bruno Giacomelli, Toleman-Hart (16, snurrade av)
- Michele Alboreto, Tyrrell-Ford (7, motor)

### Förare som diskvalificerades
- Keke Rosberg, Williams-Ford (varv 63, knuffades igång)
- Elio de Angelis, Lotus-Renault (60, bytte bil)

### Förare som ej kvalificerade sig
- Andrea de Cesaris, Alfa Romeo
- Piercarlo Ghinzani, Osella-Ford